# Leesburg (Florida)
Leesburg város az USA Florida államában, Lake megyében. Lakosainak száma 27 000 fő (2020. április 1.).

## Népesség
A település népességének változása:

| 2010 | 20 117 |
| 2020 | 27 000 |